# Мала Донецька залізниця імені В. В. Приклонського

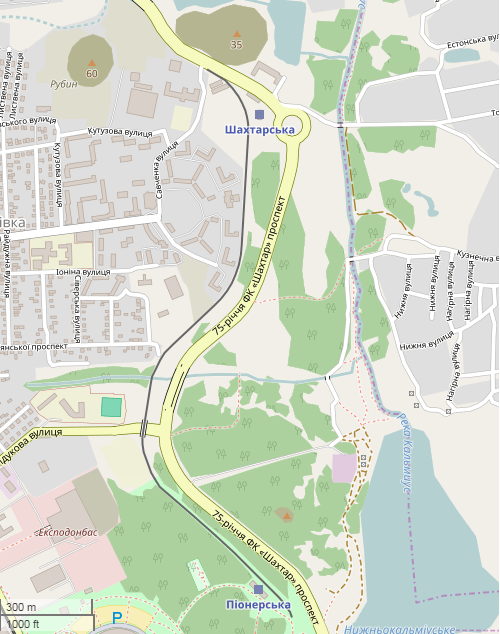
частина мапи міста
з Донецькою дитячою залізницею

Мала Донецька залізниця імені В. В. Приклонського — дитяча залізниця у місті Донецьк (Україна).

## Історія
Залізниця названа на честь Віктора Васильовича Приклонського, колишнього начальника Донецької залізниці.
До Другої світової війни в Центральному парку культури і відпочинку імені О. Щербакова існувала Дитяча залізниця імені Кірова. Через початок Великої Вітчизняної війни дитяча залізниця імені Кірова припинила існування і після війни не відновлювалася. 19 травня 1972 року у Міському парку культури і відпочинку відкрито нову дитячу залізницю — Малу Донецьку залізницю.

## Сьогодення
Сьогодні протяжність маршруту — 2,1 км. Залізниця має дві станції: «Піонерська» та «Шахтарська». Колишня станція «Перемога» закрита — з нею протяжність становила 2,9 км. На дорозі використовуються тепловози ТУ2-023, ТУ2-040, ТУ7-2734, ТУ4-2822 і п'ять вагонів ПВ51. На залізниці працює локомотивне депо, розраховане на обслуговування трьох тепловозів. Зазвичай тривалість поїздки залізницею становить 25 хвилин.
На станції «Шахтарська» розташован Музей історії Донецької дитячої залізниці.
Для дітей на базі залізниці створені гуртки: залізничний, музичний, краєзнавчий, театральний, «вмілі руки» та комп'ютерний.

## Розклад
- Травень, Вересень: Субота, Неділя
- Влітку: Четвер, п'ятниця, субота, неділя

Субота і неділя:
- 1 рейс: 12:20 — 12:45
- 2 рейс: 14:10 — 14:35
- 3 рейс: 15:30 — 15:55

Інші дні:
- Від ст. Піонерська до ст. Шахтарська: 11:40 — 11:48, 12:20 — 12:28, 14:10 — 14:18, 14:50 — 15:58, 15:30 — 15:38, 16:10 — 16:18.
- Від ст. Шахтарська до ст. Піонерська: 11:58 — 12:05,12:38 — 12:45, 14:28 — 14:35, 15:08 — 15:15, 15:48 — 15:55, 16:28 — 16:35.

## Галерея

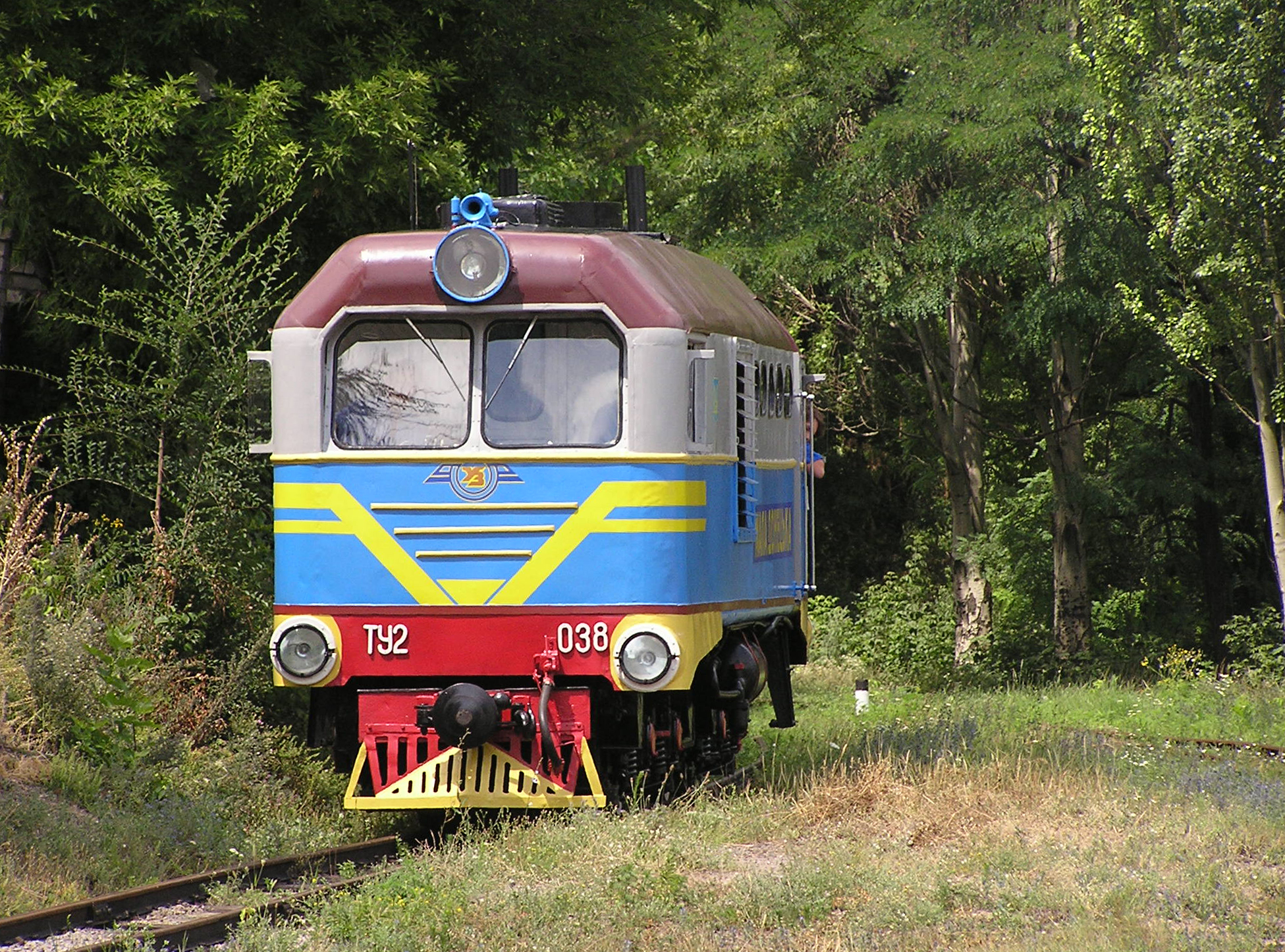
Тепловоз Ту-2
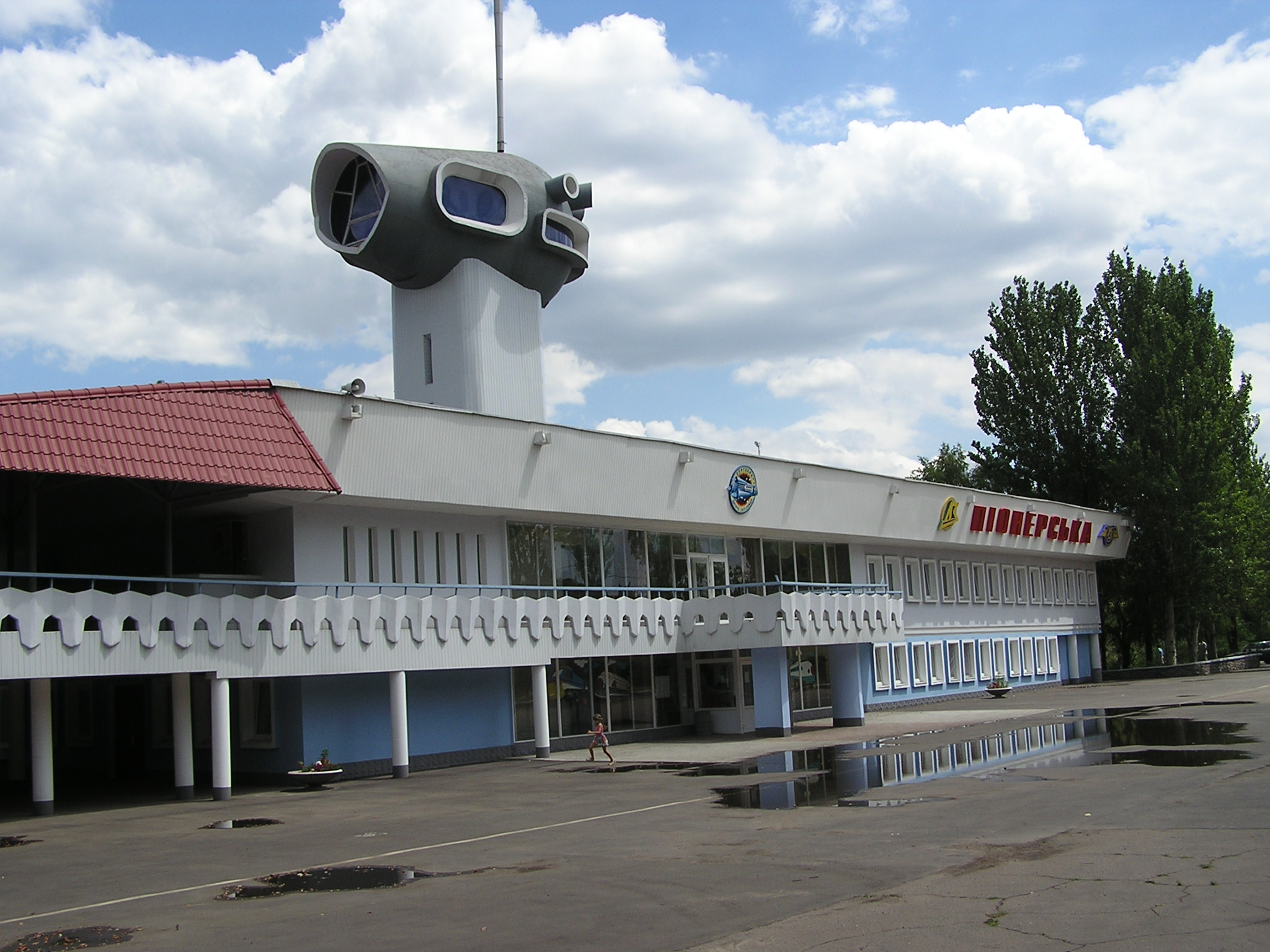
Станція «Піонерська»
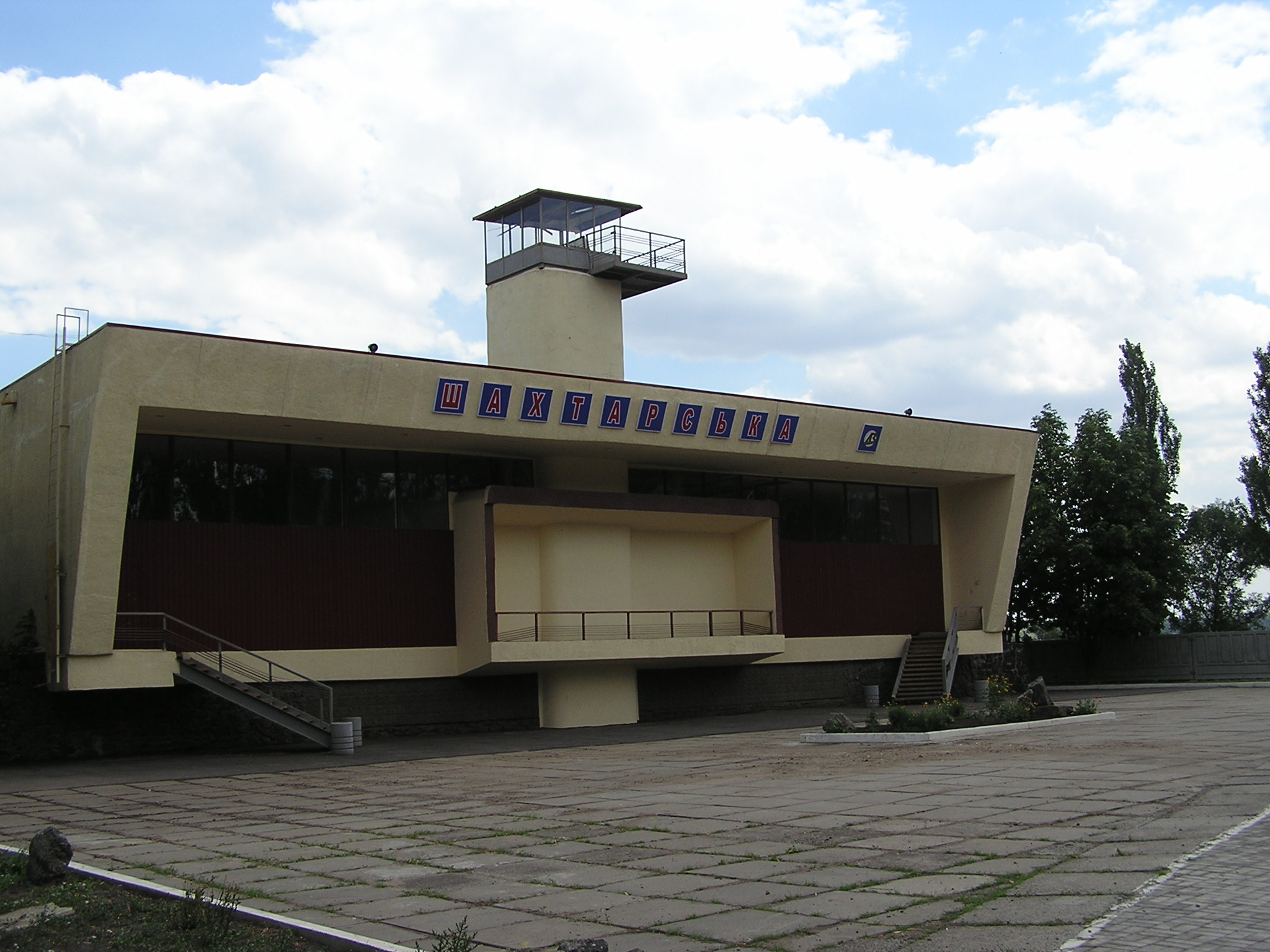
Станція «Шахтарська»
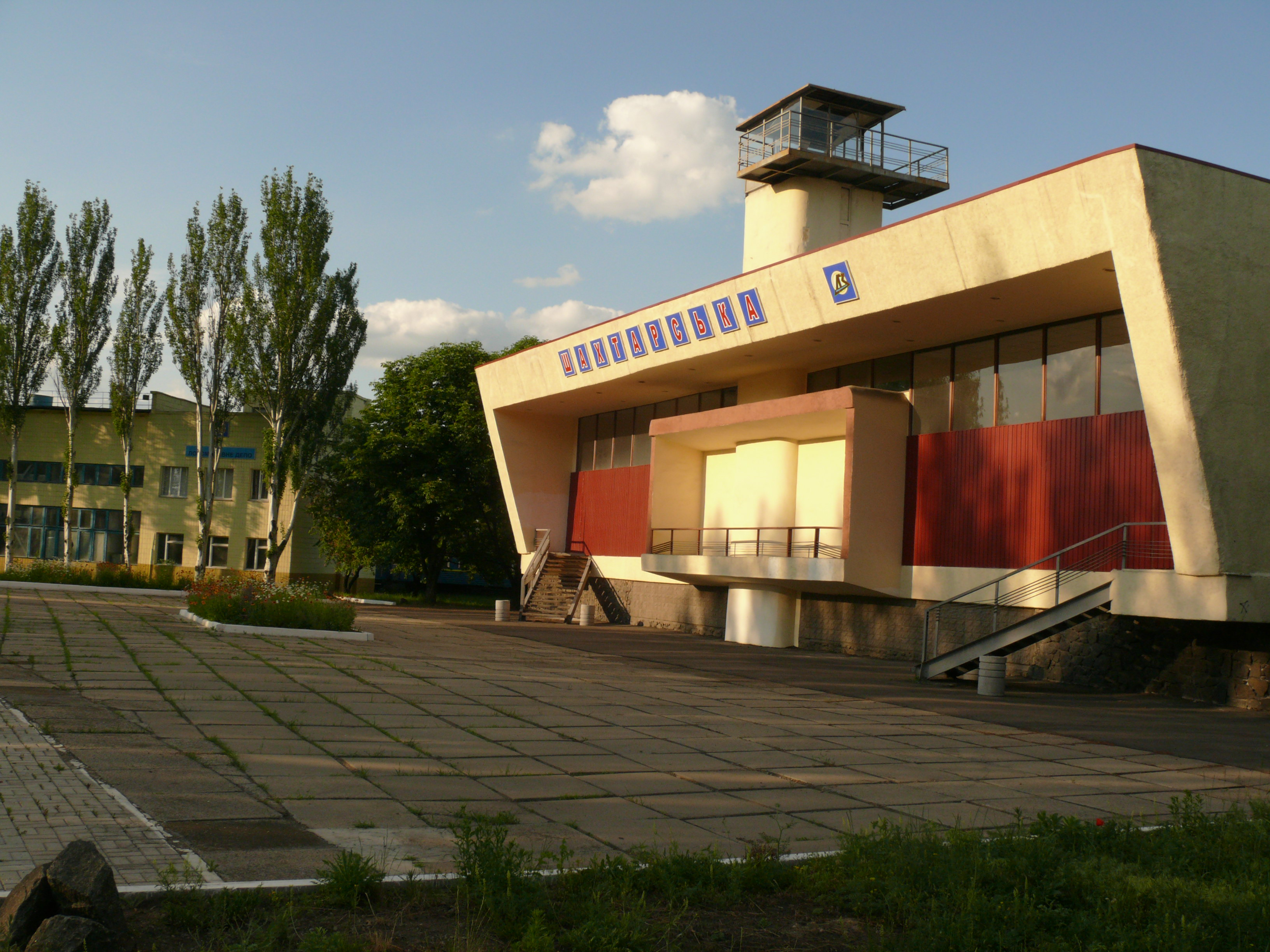
Станція «Шахтарська»
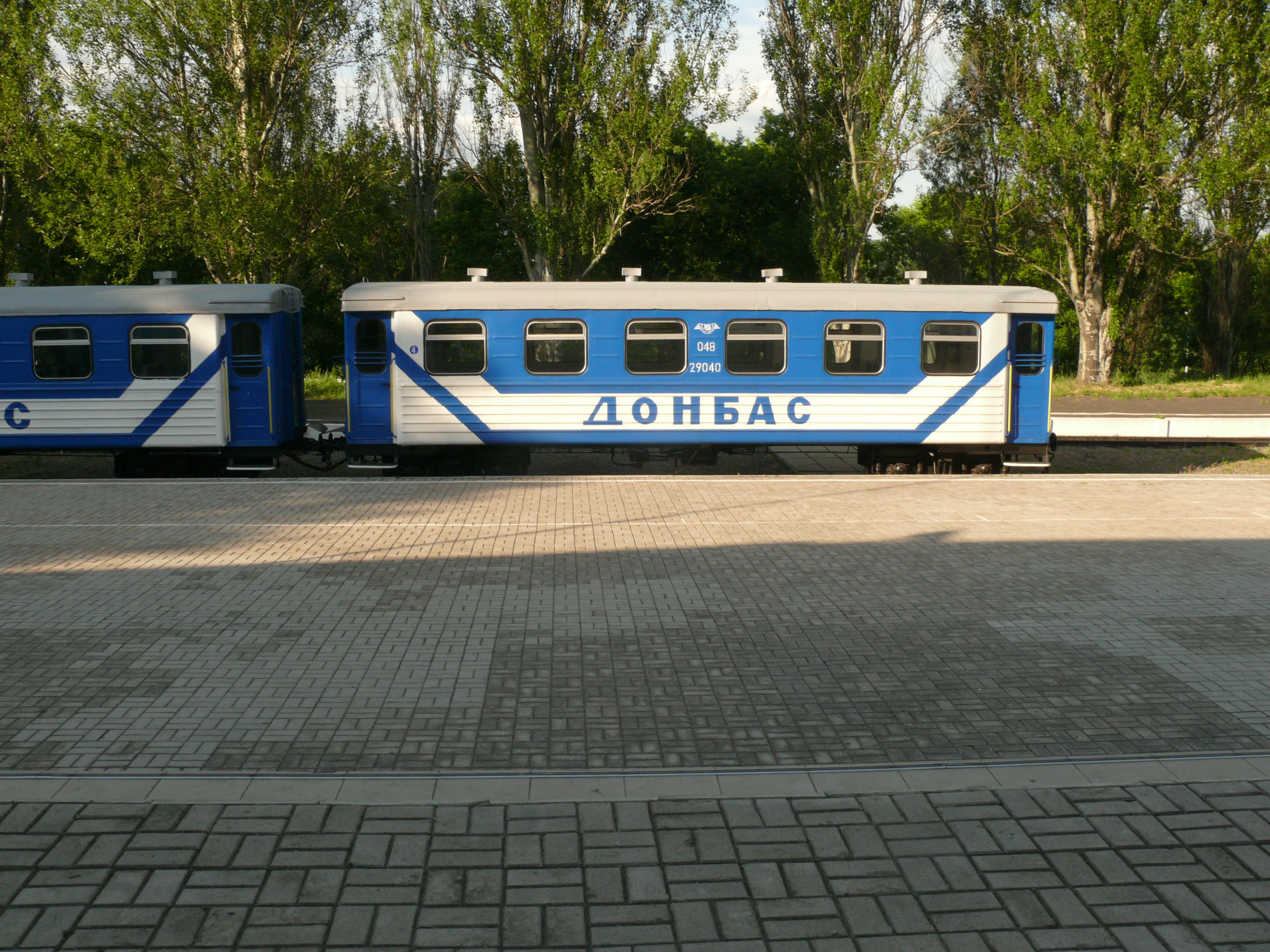
Вагони малої донецької залізниці
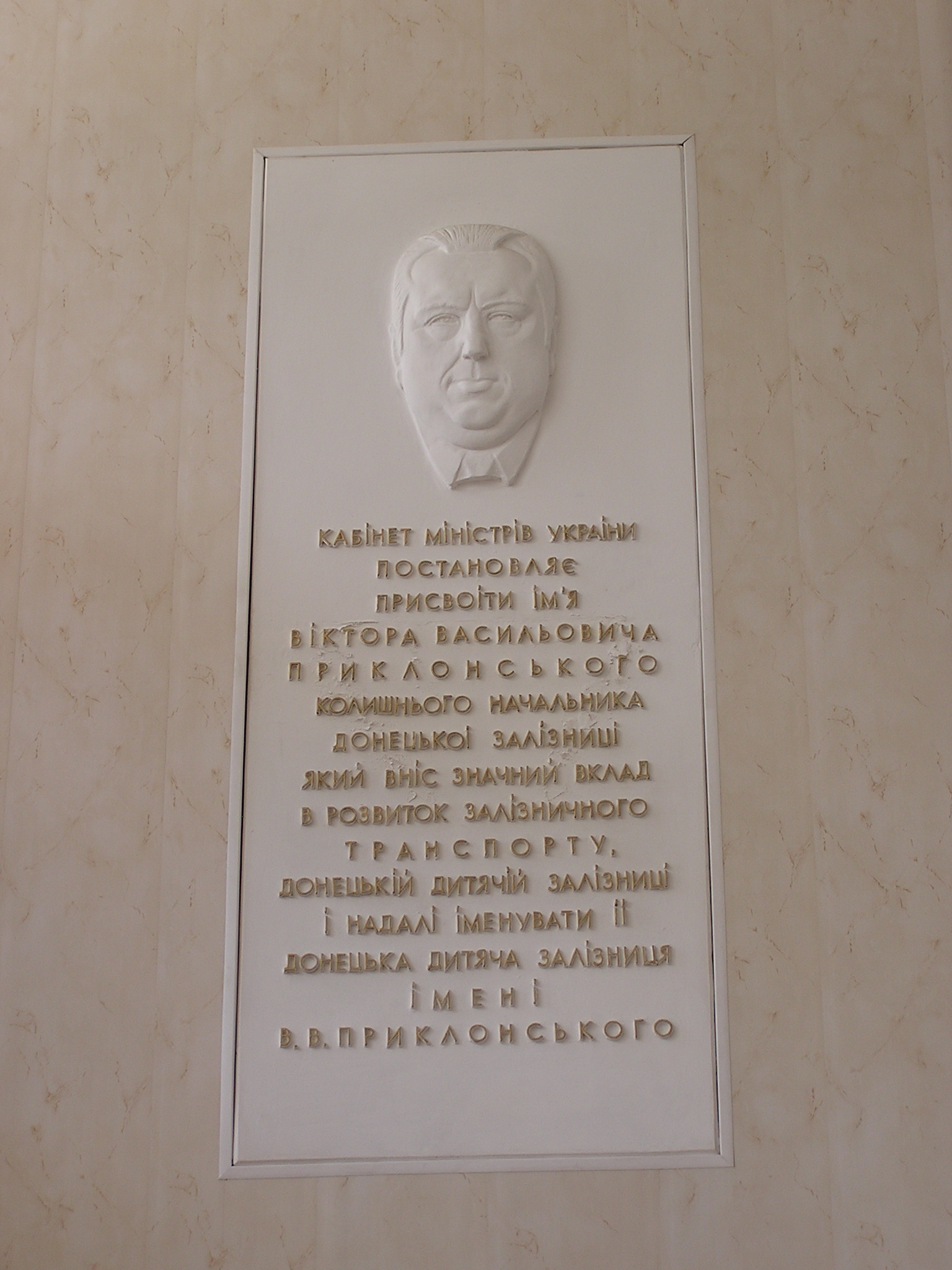
Меморіальна дошка на честь Приклонського
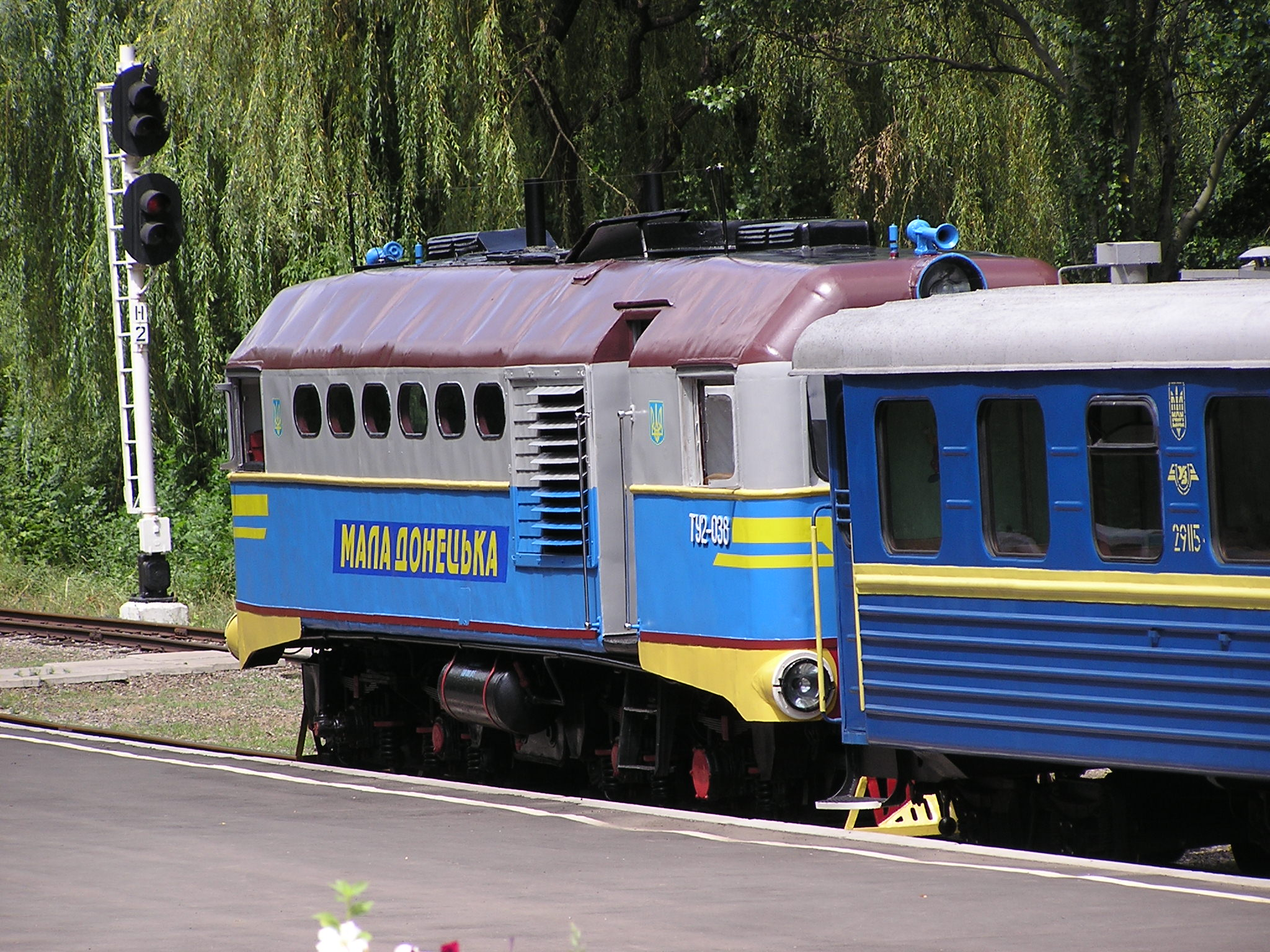
Локомотив з одним з вагонів
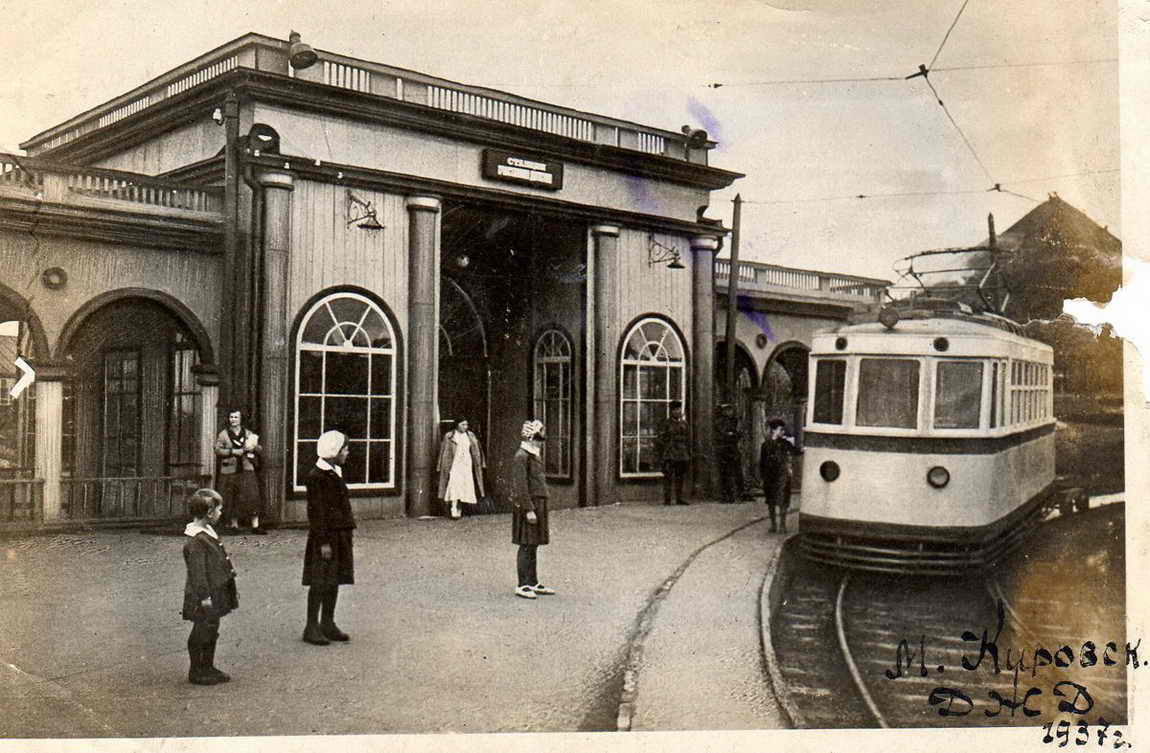
Одна з станій першої дитячої залізниці в Донецьку